# Лишь бы не узнали все вокруг!..
Лишь бы не узнали все вокруг!.. (итал. Basta che non si sappia in giro) — итальянская кинокомедия режиссеров Луиджи Коменчини, Нанни Лоя и Луиджи Маньи, выпущенный 26 ноября 1976 года.

## Сюжет
Кинокомедия состоит из трех новелл: «Машина любви», «Недоразумение» и «Высший». В триптихе событий анализируются ситуации и инциденты, имеющие сексуальность в качестве общего знаменателя. В первом сценарии сценарист и режиссер во время напряженной утренней работы с машинисткой, чувствует все большее и большее влечение к ней, и это все больше отождествляется с эротической драмой главного героя.
Во второй истории тюремщик взят в заложники во время тюремного бунта, во время которого мятежники угрожают содомизировать его, если они не получат визит министра юстиции.
Третья история про комедию непонимания, одинокий бухгалтер с увлечением модели решает обменять на девушку по вызову, которая только что "заказала" застенчивый и неуклюжий телефон, используемый ответственным за сбор курса энциклопедии.